# إكتور غيمار
هكتور غويمارد (بالفرنسية: Hector Guimard) مهندس معماري من مواليد ليون، 10 آذار 1867، توفي في نيويورك 20 أيار 1942، يعتبر على نطاق واسع اليوم من أبرز ممثلي فرنسا في حركة تعميم الفن التي نشأت في نهاية القرن التاسع عشر وبداية القرن العشرين.
لا يمتلك غويمارد أصلا تلك الشهرة العالية، لأنه لم يكن لديه أي أتباع؛ ولكن في الفترة الأخيرة، أدرك الناس أنه مهندس استثنائي ونموذجي عمل كمعماري ومهندس ديكور، اقتصر عمله نسبيا على فترة خمسة عشر عاما من غزارة النشاط الإبداعي.
من أبرز أعماله الباقية والتي تتمتع بشهرة فنية مداخل مدينة باريس وخدمات مترو الأنفاق فيها.

## معرض صور

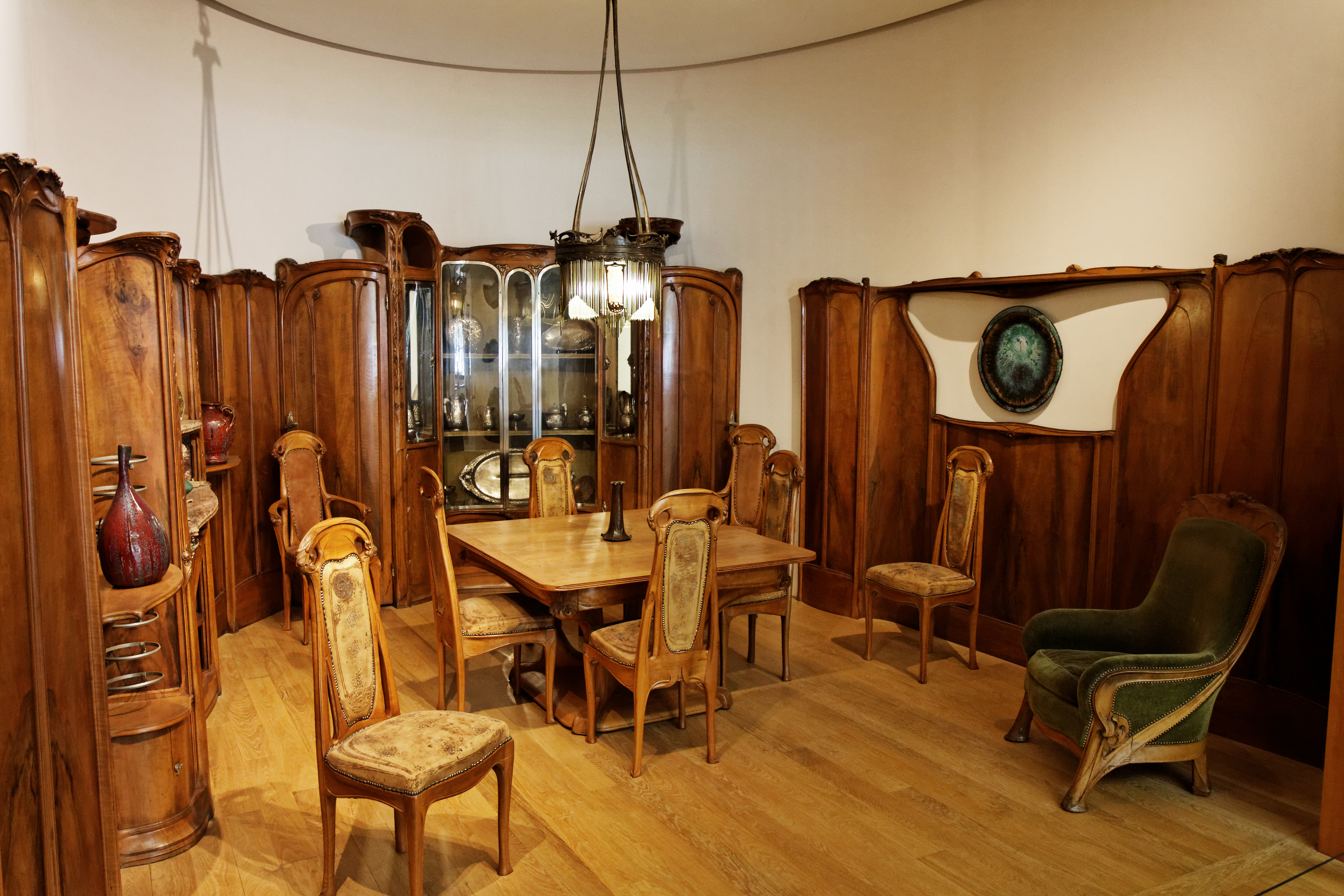
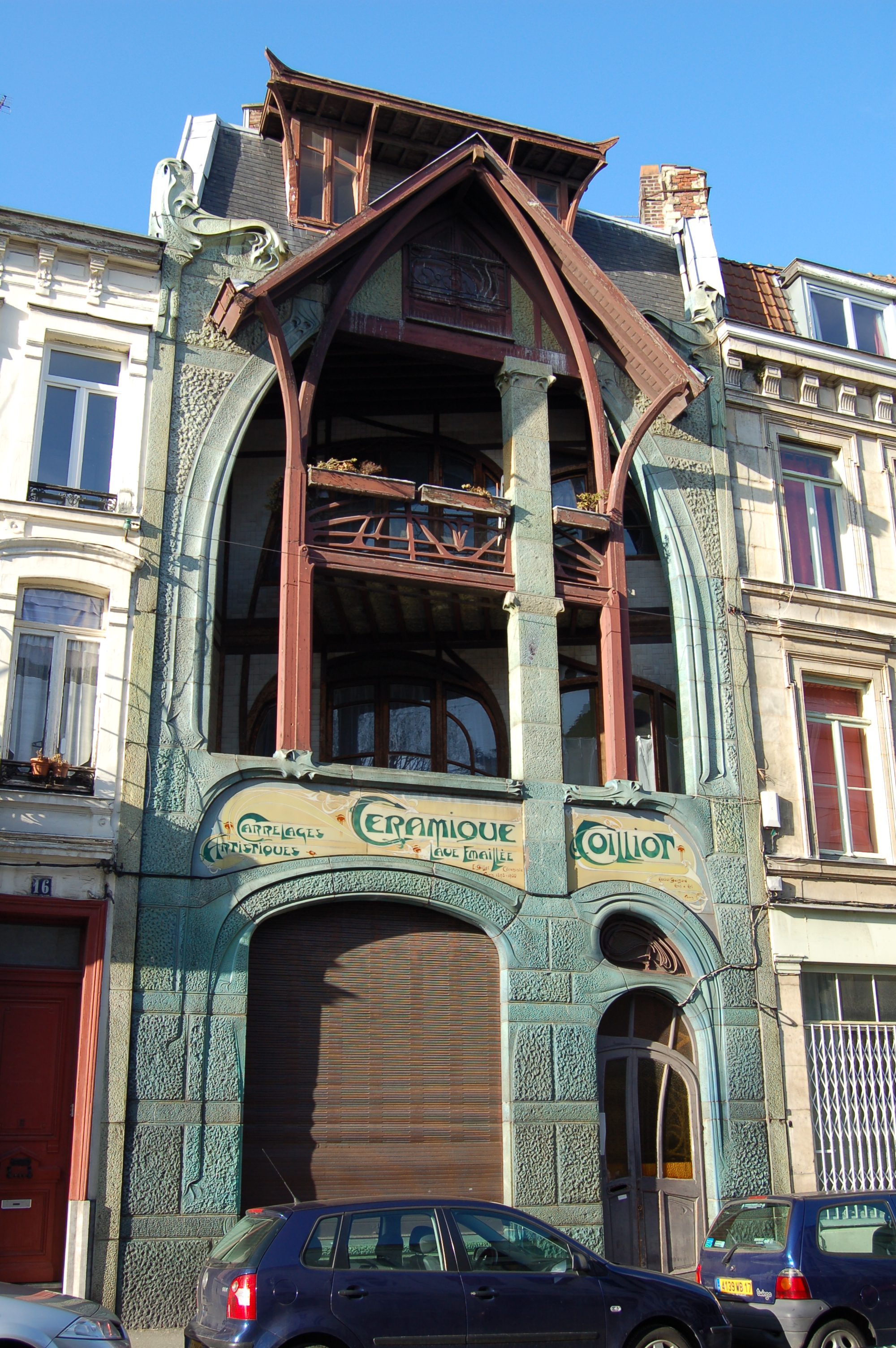
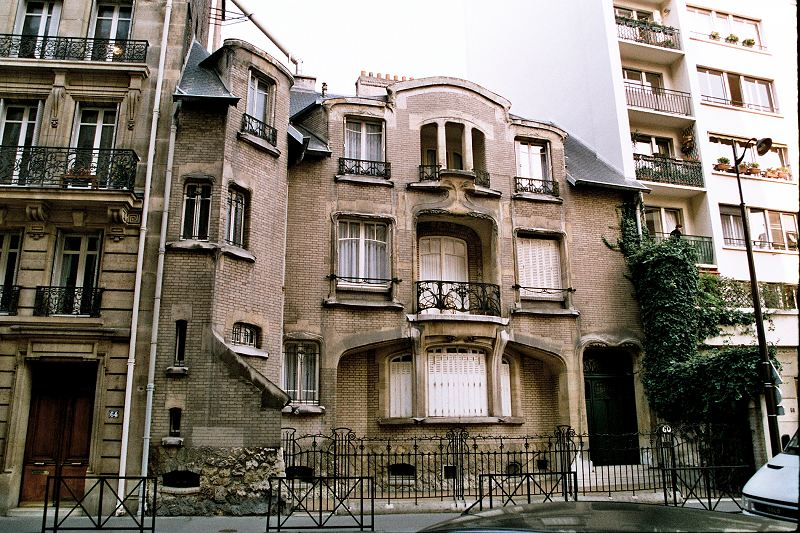
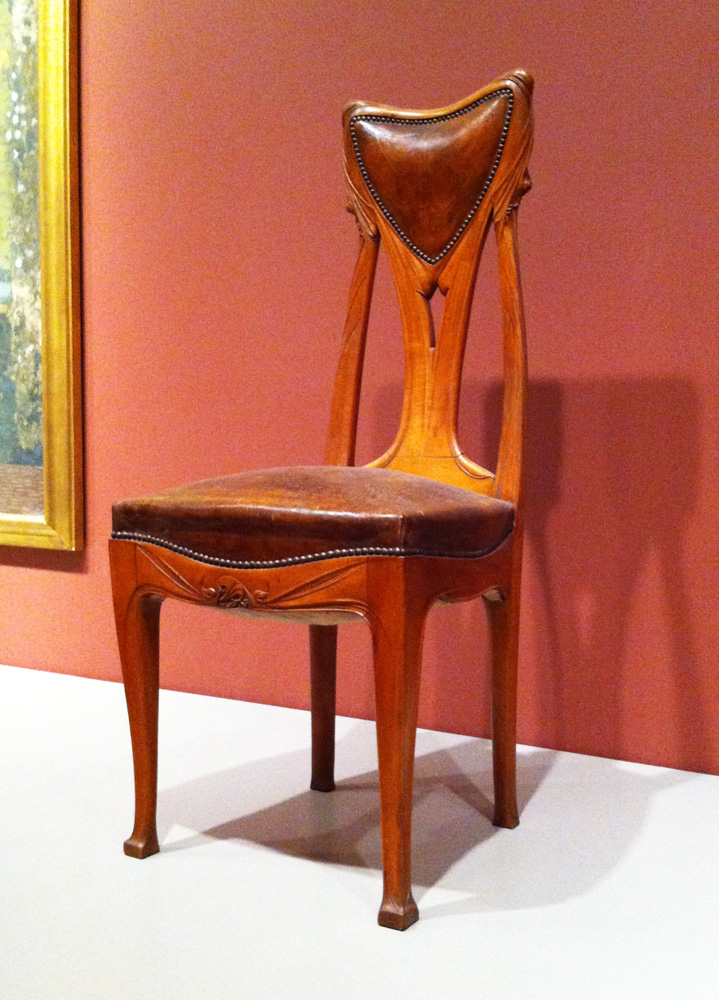
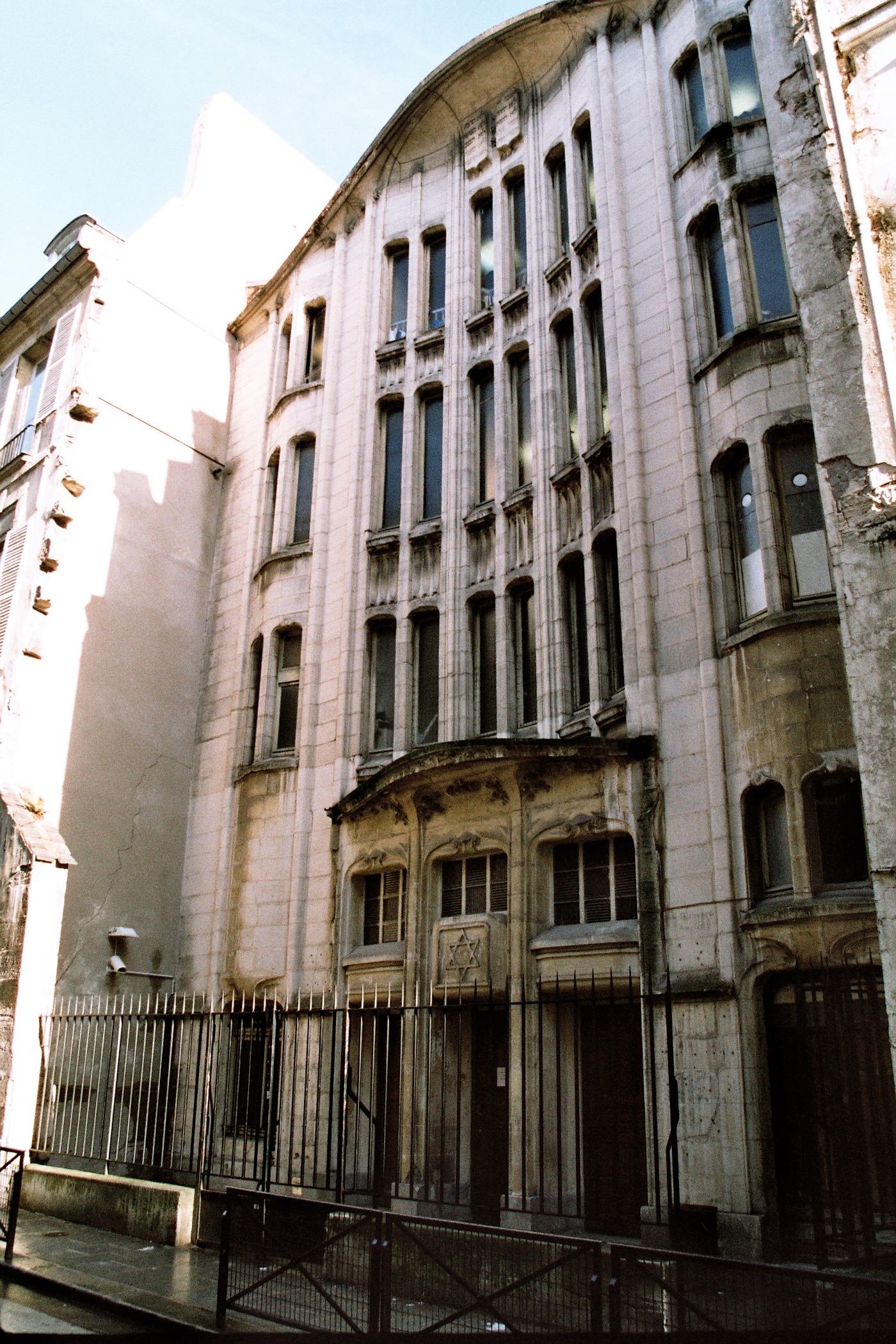

## روابط خارجية
- إكتور غيمار على موقع الموسوعة البريطانية (الإنجليزية)